# Where the Action Is
Where The Action Is var en endagsfestival som 2011 arrangerades i Azaleadalen i Slottsskogen i Göteborg.
Mellan 2004 och 2006 var festivalen turnerande, men efter ett uppehåll dök den upp som ett Stockholmsevenemang 2008 och 2009.
2010 ersattes festivalen av Sonisphere, men flyttade Musikåret 2011 till Göteborg och återuppstod då under namnet Where The Action Is igen.
Namnet Where The Action Is är hämtat från en låt av The Hellacopters.

## Medverkande artister

### 2004 (Göteborg, Malmö och Stockholm)
- Niccokick (förband)
- Sahara Hotnights
- Teddybears STHLM
- Broder Daniel
- The Soundtrack of Our Lives
- The Hives

### 2005 (Göteborg, Malmö, Karlskrona, Linköping och Stockholm)
- Alf/Marvel/The Bones (förband)
- The Hellacopters
- Moneybrother
- The Ark
- Håkan Hellström

### 2006 (Strömstad, Huskvarna, Linköping, Örebro, Malmö, Göteborg, Söderbärke och Stockholm)
- Asta Kask (Endast Stockholm)
- C.Aarmé (Endast Göteborg)
- Backyard Babies
- The Hellacopters
- Millencollin
- The Soundtrack of Our Lives (Endast Strömstad, Huskvarna, Linköping,Örebro och Malmö)
- The Hives (Endast Söderbärke och Stockholm)
- The Accidents (Endast Örebro)

### 2008 (endast Stockholm)
- Foo Fighters
- Queens of the Stone Age
- The Hives
- The Hellacopters
- Mando Diao
- Sahara Hotnights
- Dinosaur Jr.
- Dirty Pretty Things
- Rival Schools
- Molotov Jive
- Johnossi

### 2009 (endast Stockholm)
- Duffy
- Fever Ray
- Jenny Wilson
- Markus Krunegård
- Moneybrother
- Neil Young
- Nick Cave & The Bad Seeds
- Olle Ljungström
- Pixies
- Seasick Steve
- The Pretenders
- Dundertåget
- Jonathan Johansson
- Erik Hassle

### 2011 (endast Göteborg)
- Coldplay
- Brandon Flowers
- Glasvegas
- Daniel Adams-Ray
- The Ark
- Bright Eyes
- Paolo Nutini
- Royal Republic
- Sahara Hotnights
- Jenny and Johnny
- Daniel Adams- Ray
- Serenades